# DoTerra
doTerra (фирменный стиль написания названия: dōTERRA) — американская многоуровневая маркетинговая компания, базирующаяся в городе Плезант-Гроув, штат Юта, которая продает эфирные масла и другие сопутствующие товары. doTerra была основана в 2008 году бывшими руководителями Young Living и другими.

### История компании

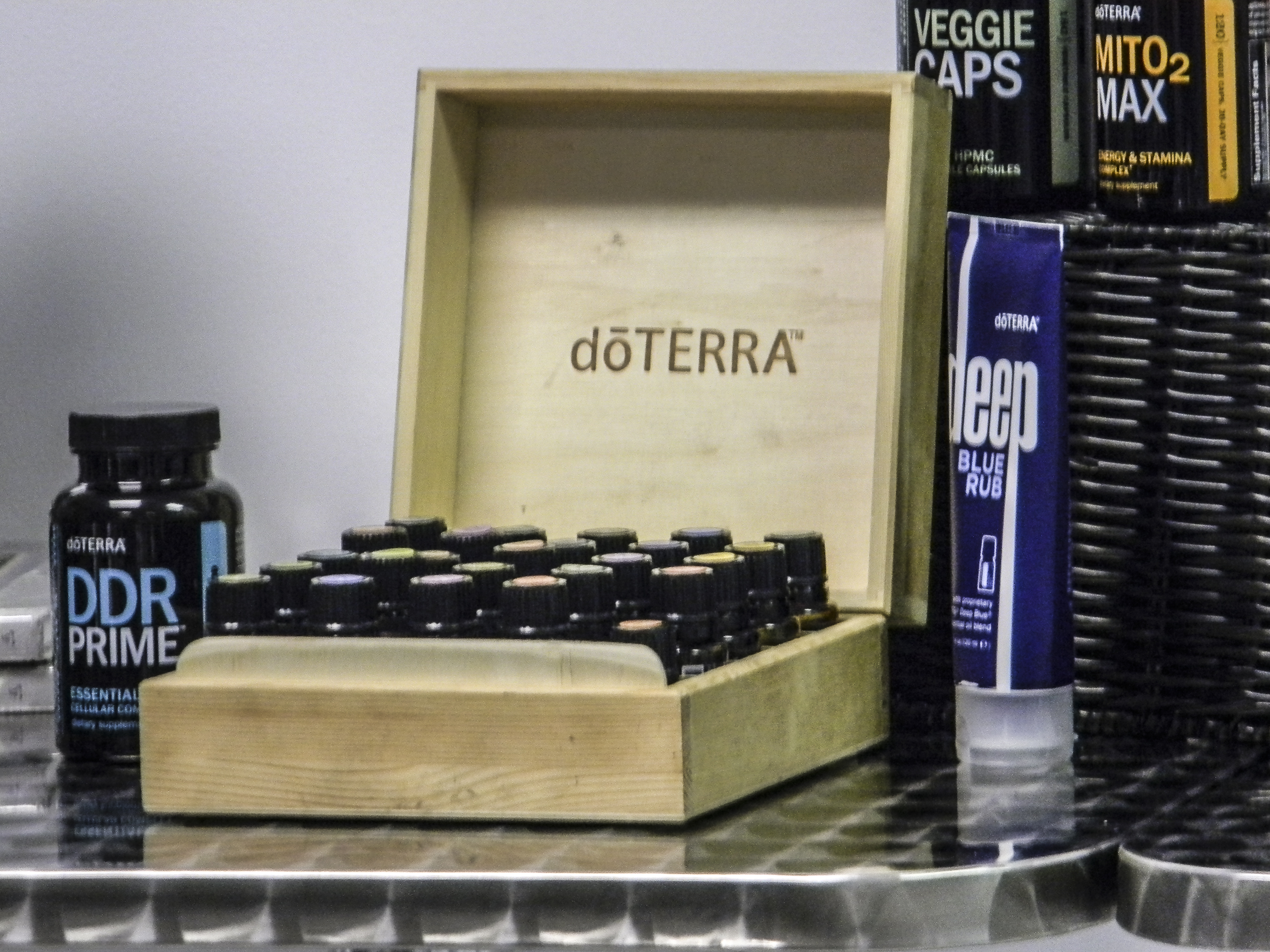
наборы dōTERRA

Компания была основана в апреле 2008 года Дэвидом Стирлингом, Эмили Райт, Дэвидом Хиллом, Кори Б. Линдли, Грегори П. Куком, Робертом Дж. Янгом и Марком А. Вольферт. Стирлинг, Райт и Хилл были бывшими руководителями Young Living, компании, которая также продает эфирные масла с помощью сетевого маркетинга. Название компании происходит от латинского «дар Земли». Первоначально компания выпускала 25 отдельных масел и десять смесей.
По состоянию на 2013 год doTerra сообщила о наличии около 450 корпоративных сотрудников, 350 в штаб-квартире в Юте и 100 в офисах в Тайване, Японии, Европе и Австралии. Позже компания объявила, что построит новую штаб-квартиру в Плезант-Гроув, штат Юта. Продукция компании продается через независимых дистрибьюторов, называемых «Защитников здоровья» (от английского Wellness Advocates), с использованием многоуровневой (сетевой) маркетинговой модели. Частные лица получают комиссионные, зависящие от их собственных продажах и продаж других сотрудников их организации. В 2014 году компания продала более 150 продуктов, таких как пищевые добавки, предметы личной гигиены и эфирные масла.

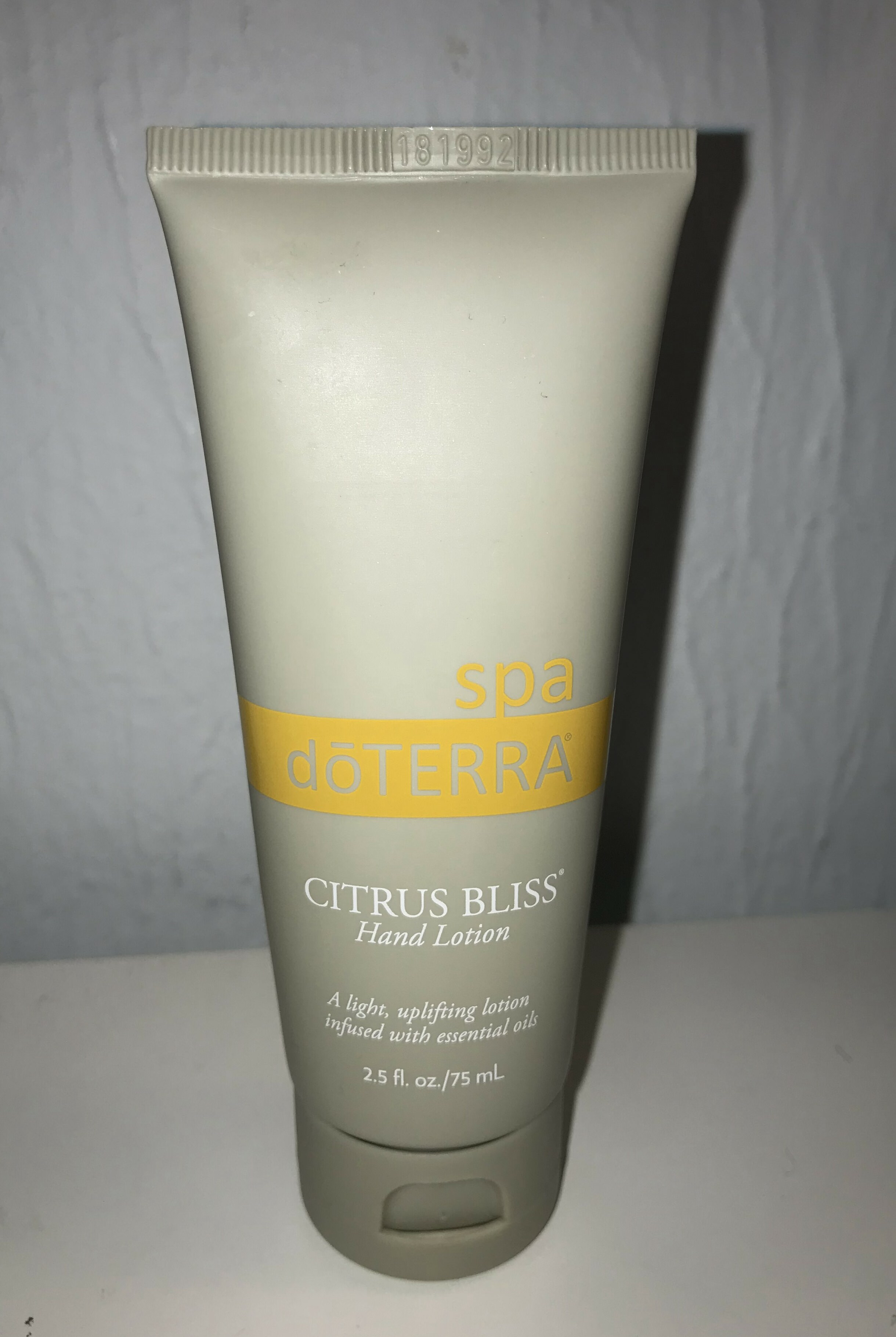
лосьон для рук dōTERRA «citrus bliss» (цитрусовое блаженство)

В 2015 году количество «Защитников здоровья», присоединившихся к компании, выросло более чем на 120 процентов. К концу 2015 года компания заявила, что выручила более 1 миллиарда долларов с продаж. По состоянию на 2017 год в doTerra насчитывалось около 1650 корпоративных сотрудников и более 3 миллионов «Защитников здоровья» в 100 странах.

### Критика компании doTERRA
Компания и её представители неоднократно подвергались критике за вводящие в заблуждение заявления о том, что их продукты могут помочь предотвратить или вылечить такие заболевания, как рак, аутизм, лихорадка Эбола и, в последнее время, COVID-19. Даже получали предупреждения от Управления по санитарному надзору за качеством пищевых продуктов и медикаментов и Федеральной торговой комиссии. Утверждение, что ароматерапия может иметь лечебные свойства помимо релаксации, не подтверждается научными исследованиями.
В августе 2013 года компания Young Living подала иск против doTerra за кражу коммерческих тайн, утверждая, что компания незаконно воссоздала их производственный процесс. Во время судебного процесса между двумя компаниями Young Living провела анализ продуктов doTerra, в котором говорилось, что компания использует синтетические химические вещества в своих органических продуктах. Химик Роберт Паппас сказал, что масла, которые были протестированы Национальным центром научных исследований, не соответствовали маслам, продаваемым doTerra. В октябре 2014 года судья Четвёртого окружного суда штата Юта отклонил иски к doTerra; компании также урегулировали судебные иски в отношении поддельных лабораторных тестов, ложной рекламы и кражи коммерческой тайны. Отозвали свои отрицательные претензии в отношении чистоты продукции друг друга. В июле 2018 года суд постановил, что Young Living действовала недобросовестно и ввела суд в заблуждение, поэтому судья обязал Young Living покрыть расходы на адвоката doTERRA.
22 сентября 2014 года Управление по санитарному надзору за качеством пищевых продуктов и медикаментов США выпустило предупреждающее письмо FDA для компании doTerra за то, что компания разрешила своим дистрибьюторам продавать свои продукты в качестве возможных методов лечения или лекарств от лихорадки Эбола, рака, аутизма и других болезней в нарушение Федерального закона о пищевых продуктах, лекарствах и косметических средствах. Вскоре после этого федеральные агенты провели дополнительное расследование документов doTerra. В ответ на эти действия исполнительный директор по маркетингу doTerra Маккей Браун заявил, что они работают над решением этой проблемы со своими дистрибьюторами, а компания сообщила, что они создали «группу соблюдения требований» из пятидесяти человек для выявления неверных маркетинговых материалов и помощи дистрибьюторам с их презентациями. Тем не менее, некоторые дистрибьюторы продолжали утверждать, что эфирные масла doTerra могут лечить специфические заболевания. Так, некоторые СМИ писали, что ряд дистрибьюторов компании чтобы обойти законодательные запреты рассказывают истории из своей личной жизни заявляя, что их собственный ребенок получил пользу от эфирных масел.
В апреле 2016 года doTerra разослала дистрибьюторам письма, информируя их о том, что в марте 2016 года в системе, в которой хранится личная информация, произошло утечка. Могла утечь следующая личная информация: имена, даты рождения, номера социального страхования, адреса, номера телефонов, адреса электронной почты, номера дебетовых и кредитных карт, имена пользователей и пароли. Компания объяснила, что виноват сторонний поставщик. В качестве компенсации компания предложила 24-месячный кредитный мониторинг через AllClear, компанию кредитного мониторинга.
Сообщалось, что после пожаров в Калифорнии в 2017 году некоторые дистрибьюторы doTerra рекламировали продукцию компании для очистки воздуха и защиты от вредного воздействия дыма от пожаров на здоровье. Эксперты по загрязнению воздуха возразили, что эти продукты на самом деле не очищают воздух от дыма и, более того, сами выделяя летучие органические соединения, могут ухудшить качество воздуха, что может быть потенциально опасно для людей с респираторными заболеваниями.
В 2020 году некоторые дистрибьюторы doTerra попытались извлечь выгоду из общественного беспокойства по поводу COVID-19, заявив, что продукты компании обладают иммуностимулирующими свойствами, несмотря на отсутствие научных доказательств, подтверждающих такие заявления. Федеральная торговая комиссия предупредила компанию, что она должна прекратить делать такие необоснованные заявления о вреде для здоровья. В письме Федеральной торговой комиссии также отмечались преувеличенные заявления консультантов об их доходах от распространения продукции, цитата: "Утверждения о возможности достижения богатого образа жизни, дохода от карьерного роста или значительного дохода являются ложными или вводящими в заблуждение, если участники этого бизнес-предприятия, как правило, не достигают таких результатов".

## Проекты

### Фонд doTerra Healing Hands
Фонд DoTerra Healing Hands — некоммерческая организация (типа 501 (c) (3) согласно законодательству США), основанная компанией doTerra в 2012 году. В 2016 году фонд в партнерстве с некоммерческой организацией Choice Humanitarian отправил сотрудников и дистрибьюторов в Непал и Гватемалу для установки вентилируемых кирпичных печей для семей местных жителей.
В 2017 году организация doTerra Healing Hands после урагана Харви начала сбор пожертвований со своих дистрибьюторов, чтобы покрыть расходы на доставку пакетов помощи, содержащих в том числе образцы продукции компании, которые предназначались для эвакуированных в Далласе. В октябре 2017 года газета Pacific Standard сообщила, что после сбора пожертвований doTerra не доставляла грузы якобы из-за погодных условий, и охарактеризовалa ситуацию как «современный пример мошенничества, маскирующегося под альтруизм — вид мошенничества, часто встречающийся в многоуровневых маркетинговых организациях». В своем отчета в марте 2018 года Pacific Standard отметила, что doTerra, в конечном итоге, отправила партии гигиенических пакетов doTerra жителям Хьюстона.

## Развитие компании doTerra
Компания открывает новые рынки
На фоне вторжения России на Украину, в 2022 году, компания doTerra не поддалась всеобщей устремленности среди американских сетевых компаний и не прекратила работу в России, хотя это и вызвало некоторую критику в США и Европе.